# 人类命运共同体

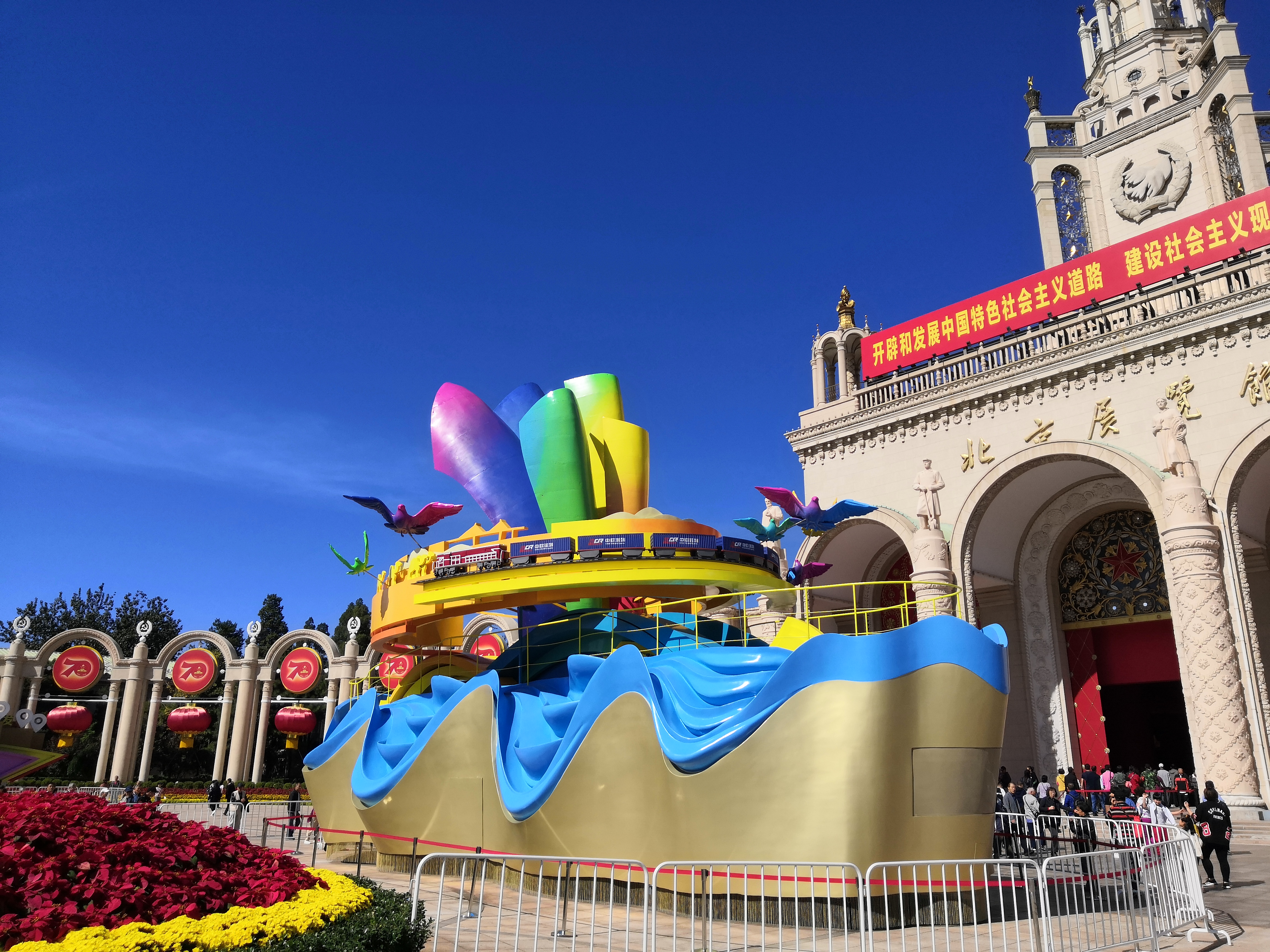
“人类命运共同体”主题彩车

人类命运共同体或构建人类命运共同体是中华人民共和国的一个国际政治概念。在中共中央总书记习近平的推动下，“构建人类命运共同体”于2017年10月中共十九大写入《中国共产党章程》，并于2018年修宪时写入《中华人民共和国宪法》序言。中国官方将人类命运共同体表述为一种价值观，是“中国把握世界潮流和人类命运走向上的智慧体现”。同时，中国也强调其不追求全球霸权。
在2017年12月的中国共产党与世界政党高层对话会上，中共中央总书记习近平表述：“人类命运共同体，顾名思义，就是每个民族、每个国家的前途命运都紧紧联系在一起，应该风雨同舟，荣辱与共，努力把我们生于斯、长于斯的这个星球建成一个和睦的大家庭，把世界各国人民对美好生活的向往变成现实。”

## 历史
最早提出共同体概念的是法国思想家让-雅克·卢梭。他从社会契约论角度出发，认为社会契约一旦缔结，“就意味着每个人把自己的全部权利都转让给由人民结合成的集体，因此个人服从集体的‘公意’，也就是服从自己，人民则是这个政治共同体的主权者。”

### 早期表述
“人类命运共同体”一词早在1989年就出现于中国人民解放军济南陆军学院杨运忠教授撰写的《论当前国际关系的新特征》中。
「命運共同體」一詞至遲於1992年起由臺灣總統李登輝多次提出，強調在臺灣這個民主社會中的改革與命運共同體的理念，透過從生活著手、從社區做起的文化建設結合成一個有機的、互動的臺灣命運共同體。
“人類命運共同體”一詞也出現於杨运忠教授1994年的《国际關系发展规律论纲》。
美國官方喉舌「美国之音」（VOA）曾经刊文《“人类命运共同体”的版权争议》称“人類命運共同體”一詞最早的書面表達出現於異議人士李隕石的《大同宣言》。《大同宣言》初稿寫於2000年3月，全文33節，定稿於2004年11月，2006年3月公開發表。李隕石後來移居阿根廷。
2002年8月5日，北京航空航天大学战略问题研究中心教授张文木提出中华民族是一个多元一体的民族共同体(nation)，他认为国家(state)却是一旦自愿加入并得到国际社会承认就不能随便退出的民族命运共同体。
2006年2月，东方早报曾经批评，时任中华民国总统陈水扁终止国家统一委员会运作，无法割裂两岸命运共同体。此外，中共中央台湾工作办公室、国务院台湾事务办公室负责人也提出，经由十几年来两岸关系的发展，两岸同胞已经结成实实在在的“命运共同体”。
2011年，时任中华人民共和国国务院总理温家宝访问東日本大震災灾区时提出的“在自然灾害面前，人类是命运共同体”，在后来的中国共产党第十八次全国代表大会报告被明确表述为“人类命运共同体”，然而后来的表述其实并不固定，有时也会被表述为“‘你中有我、我中有你’的命运共同体”、“XX命运共同体”、“命运共同体意识”、以及“利益与共、安危相系的利益共同体和命运共同体”。

### 习近平时期
2015年9月28日，习近平在纽约联合国总部举行的纪念联合国成立70周年大会上发表题为《携手构建合作共赢新伙伴 同心打造人类命运共同体》的讲话，“人类命运共同体”概念受到广泛关注后，“人类命运共同体”这一表述才逐渐固定下来。
2017年2月10日，联合国社会发展委员会第55届会议协商一致通过“非洲发展新伙伴关系的社会层面”决议，“构建人类命运共同体”被首次写入联合国决议。
2017年10月，“构建人类命运共同体”写入中国共产党党章。同年，人类命运共同体寫入聯合國的“不首先在外空部署武器”决议。
2018年3月11日，“人类命运共同体”写入《中华人民共和国宪法》序言（第十二段）。

## 官方定位和内涵
前中国国务院总理温家宝在任职还多次提到过和“人类命运共同体”相类似的概念，譬如“地球村”“大家庭”一类概念；其中“大家庭”被亚太经合组织第十五次领导人非正式会议采用，峰会主题定为“加强大家庭建设，共创可持续未来”；而“人类命运共同体”最终为十八大报告所采用，这一概念一经提出就受到了多种解读，并与例如“中国梦”在内的许多概念和战略相对接。
中共定位“人类命运共同体”为针对经济全球化后果和难题的全球治理方案，这一方案旨在解决单一国家无法解决的问题，强调合作共赢。而中国道路和中国文化对这一共同体的提出起到了主要作用。这一论述也是对和平与发展的时代主题的中国声音和中国答案，包含了“发展共同体”和“构建持久稳定的国际秩序”两方面的解决方案。
人类命运共同体还包括了多方面的内涵，主要有政治、安全、经济、文化、生态五方面，对应则是持久和平、普遍安全、共同繁荣、开放包容和清洁美丽的五大目标。作为中国提出的国家关系新理念，其指导着诸如一带一路、孔子学院、亚洲基础设施投资银行等计划方案的实施。

## 对接的官方战略

### 「中国梦」和「中华民族伟大复兴」
“中国梦与人类命运共同体思想基本一致”“中国梦是人类命运共同体的出发点，实现“人类命运共同体”也是实现的中国梦的路径”“在推动构建人类命运共同体的伟大征程中，实现中华民族伟大复兴”等论述都表明了中国梦或者中华民族伟大复兴与“人类命运共同体”的关系。可以说，中共表述的实现“人类命运共同体”也是实现“中国梦”或者“中华民族伟大复兴”的一种路径或者方案，或者说“（实现中国梦）这本身就是对构建人类命运共同体的贡献”。

### 外交政策
承接新时期的大国外交，“人类命运共同体”被认为是中华人民共和国外交的一个新方向：这一方向旨在为世界提供“中国方案”、“中国智慧”，为人类作出更大贡献，也“纠正和超越了近代以来西方现代化道路、理论、制度”。这一思想也被认为继承和发展了新中国不同时期重大外交思想和主张，并指导例如积极参与国际治理、一带一路、和平发展道路的多方面工作。“人类命运共同体”的论述中，还明确否定了以传统的西方权力概念来塑造国际体系的方案。
在“人类命运共同体”思想的指导下，中华人民共和国在外交场合也更经常地把自己定位为和平建设者、发展贡献者、和秩序维护者，甚至在西方世界“混乱”背景下的“稳定之锚”和“增长之源”，更加积极在经济和气候变化等领域推广中国方案，推动全球治理体系改革；这种外交被称为“习式外交”。习近平不仅对国家是如此定位，在中共十九大报告中他对中国共产党还有“（中国共产党）也是为人类进步事业而奋斗的政党”这样的相似定位。
2021年12月5日，中華人民共和國外交部網站發表《美國民主情況》，結語表述：“各国应该超越不同制度分歧，摒弃零和博弈思维，践行真正的多边主义，弘扬和平、发展、公平、正义、民主、自由的全人类共同价值，相互尊重、求同存异、合作共赢，共同构建人类命运共同体。”

#### 构建新型国际关系
在中共十九大报告中，习近平明确表述：“中国特色大国外交，要推动构建新型国际关系，推动构建人类命运共同体。”而在中国的推动下，“呼吁构建新型国际关系、构建人类命运共同体”的内容也被写入联合国人权理事会决议。中国称要以中国特色大国外交推动构建新型国际关系和构建人类命运共同体，而新型国际关系和人类命运共同体也被一并当作中国特色大国外交的两个方面，同时也是习近平新时代中国特色社会主义思想的重要内容。

### 国家和国际安全
基于“人类只有一个地球, 各国共处一个世界”的人类命运共同体思想，中国的新國家安全觀关注各国面临的问题，旨在贡献解决矛盾的最佳方案。习近平先在2014年5月21日的亚信会第四次峰会上提出了包含人类命运共同体思想的亚洲新安全观以及“普遍安全世界”的概念，强调对话解决、发展安全并重的思路。又在2017年乌镇互联网大会提出了“网络空间命运共同体”，在互联网治理上强调各国尊重网络主权、促进安全治理合作，要求“促进公平正义”。此外，习近平还提出了“安全共同体”，反对强权政治、霸权主义、单边主义、穷兵黩武及所谓的“绝对安全”，反对零和博弈、冷战思维，要求共同应对传统和非传统威胁。
2017年10月30日，第72届联合国大会第一委员会通过了“关于防止外层空间军备竞赛”的两份决议，两份决议都写入了“构建人类命运共同体”。

### 人类命运共同体研究院
中国首家人类命运共同体研究院——中国传媒大学“人类命运共同体研究院”于2019年11月29日在北京举行揭牌仪式。这是全国首家人类命运共同体研究院，也是中国传媒大学立足自身学科优势、积极回应国家需求的战略决策。2021年5月28日，中国传媒大学人类命运共同体研究院主办的“人类命运共同体·中国智库论坛（2021）”在中国传媒大学召开。

### “一带一路”倡议
“一帶一路”倡議是構建“人類命運共同體”的顯著實踐之一。而在2017年3月17日，联合国安理会通过关于阿富汗问题第2344号决议，决议同时写入了“构建人类命运共同体”和通过“一带一路”建设等加强区域经济合作的内容。而官方媒体则称一带一路是实现人类命运共同体的路径，而一带一路的终极目标就是实现人类命运共同体。而澳大利亞前總理陸克文則認為一帶一路助建人類命運共同體。

### 政黨
中國共產黨表述：在政黨是構建人類命運共同體的重要力量；政黨間的交流有利於構建人類命運共同體；要求政黨發揮更大作用。但黨總書記習近平強調：“中國共産黨不“輸入”外國模式，也不“輸出”中國模式，不要求別國“複製”中國的做法。”但中共強調政黨為構建人類命運共同體主要是為應對20世紀“过度”的新自由主義和個人主義思潮，以及思潮帶來的上一代人佔用了下一代人資源、發展不平衡等問題。

### 人权问题
人权保障是构建人类命运共同体的重要组成部分。中國國務委員兼外交部長王毅認為：主权平等、和平安全等對是促进和保护人权的重要性；而中國在保障本國人權，推動國際人權事業發展方面有著不錯的成績；中國的人權夢就是實現国家富强、人民幸福之梦也是實現世界發展之夢。
而在2018年3月，日內瓦聯合國人權理事會表決通過了中國提出的《在人權領域促進合作共贏》，其內容也包括了“構建人類命運共同體”的理念；只有美國反對決議。而在北京舉行的首屆南南人權論壇上中國闡述中方人權觀，強调安全是最大的人權，反對某些國家用人權來“整人”。

### 生态保护
在生態領域，追求人类作为一个整体的共同利益、维护自然生态系统的完好性、以及追求人类各世代间的代际公平；反對工業化帶來的只追求个体及群体的经济利益卻不关注人类整体的“共同体利益”的問題。習近平在日内瓦“共商共筑人类命运共同体”高级别会议、巴黎氣候峰會、一带一路”国际合作高峰论坛都提到了生態保護問題。

## 推广和响应
自2017年，中華人民共和國的外交官們開始在世界各地宣傳“人類命运共同體”，在与美国、巴西、巴拿马、韩国等国的民间和外交场合都明确提及“人类命运共同体”。2011年，中国发布了《中国的和平崛起》白皮书，其中就有“‘你中有我、我中有你’的命运共同体”的表述，这也是回应外界中国威胁论的一种行动。此后许多中国大使和中共官方媒体曾多次引用“人类命运共同体”来驳斥中国威胁论。
对“人类命运共同体”的推介不仅是在外交领域，而且还在教育和学术领域：
孔子学院也充当了“为构建人类命运共同体贡献力量”，而第十二届全球孔子学院大会正是以“合作与创新构建人类命运共同体”为主题。儒学界也有为“人类命运共同体”提供理论支持。学术界还有以推广“人类命运共同体”的出版业联盟。全球科技界也在努力提升世界公众的科学素质，以期共同应对人类面临的机遇和挑战，实现人类的可持续发展，推动人类命运共同体建设。在减贫合作等领域，中国积极推广“人类命运共同体”。有许多海外学者赞同“人类命运共同体”的论述。
在国际合作方面，中国还提出了“中非命运共同体”、“澜湄国家命运共同体”、“中国—东盟命运共同体”、“中国-拉美命运共同体”、“亚洲命运共同体”以及“网络领域命运共同体”等概念，积极推动区域和国际合作。许多国家的政府、政要以及国际组织都明确赞同“人类命运共同体”的提议。

### 跟风模仿
有部分企业和下级部门跟风模仿“XX命运共同体”，例如：
- 云南省烟草专卖局文山州局积极构建“工商零命运共同体”[84]
- 山东青岛港构建“命运共同体、事业共同体和价值共同体”[85]

## 各方评价
人民日报评论员分析，无论哪国人民，都怀着过上美好生活的理想，和平、发展、合作、共赢的潮流势不可挡，因此构建人类命运共同体是必由之路。
德国外长西格马·加布里尔认为：中国正通过一带一路建立不是基于自由、民主、人权的一个与西方截然不同的综合体系，而这个新世界秩序的核心正是习近平所提出的“构建人类命运共同体”。
BBC中文引述分析：中国虽然表明上宣扬“人类命运共同体”，积极反对贸易保护主义，实际上也是实行贸易保护主义的国家之一，只接受對自己有利的自由貿易和開放市場；属于说一套做一套。
外交家杂志的一篇文章作者Jin Kai认为：这是中国渐入新时代的标志，标志着中国不断增长的信心，但就中国和各国之间关系而言，除了一些共同面临的挑战外，中国将很难在历史和社会结构上找到共同点，“人类命运共同体”将可能会因为缺乏集体认同感和统一规范而行之不远。
法国国际问题专家高大伟表示，“中国自古就有追求天下大同的理想，人类命运共同体理念是21世纪对‘大同’的重新诠释”，必将对世界产生深刻的影响。
肯尼亚智库非洲民主与领导力研究院执行主任丹尼斯·科迪表示，中国推动构建人类命运共同体，“表达了中国追求和平发展的愿望，体现了中国愿与各国合作共赢的理念。”
印度尼西亚东盟南洋基金会主席班邦·苏尔约诺认为，“人类命运共同体理念将推动全球治理体系变革，有利于维护发展中国家权益。”
俄中友好协会副主席萨纳科耶夫认为，长期以来，西方国家的单边主义“是对其他国家、其他文明的不尊重，也是对其他国家人民利益的侵害”，而中国倡导构建人类命运共同体是对人类共同利益的维护。
哈萨克斯坦—德国大学国际问题专家伊戈里·伊万诺夫表示，构建人类命运共同体理念多次被写入联合国文件，表明这一理念反映全人类的普遍愿望和共同心声。